# Mario Van Peebles
Mario "Chip" Cain Van Peebles, född 15 januari 1957 i Mexico City, Mexiko, är en amerikansk skådespelare och regissör.

## Filmografi (urval)
- 1986 – Heartbreak Ridge
- 1987 – Hajen 4
- 1991 – New Jack City (även regi)
- 1994 – Highlander III: The Sorcerer
- 2001 – Ali
- 2010 - Lost, avsnitt Dr. Linus (gästregissör för TV-serie)